# Jeanne Hachette

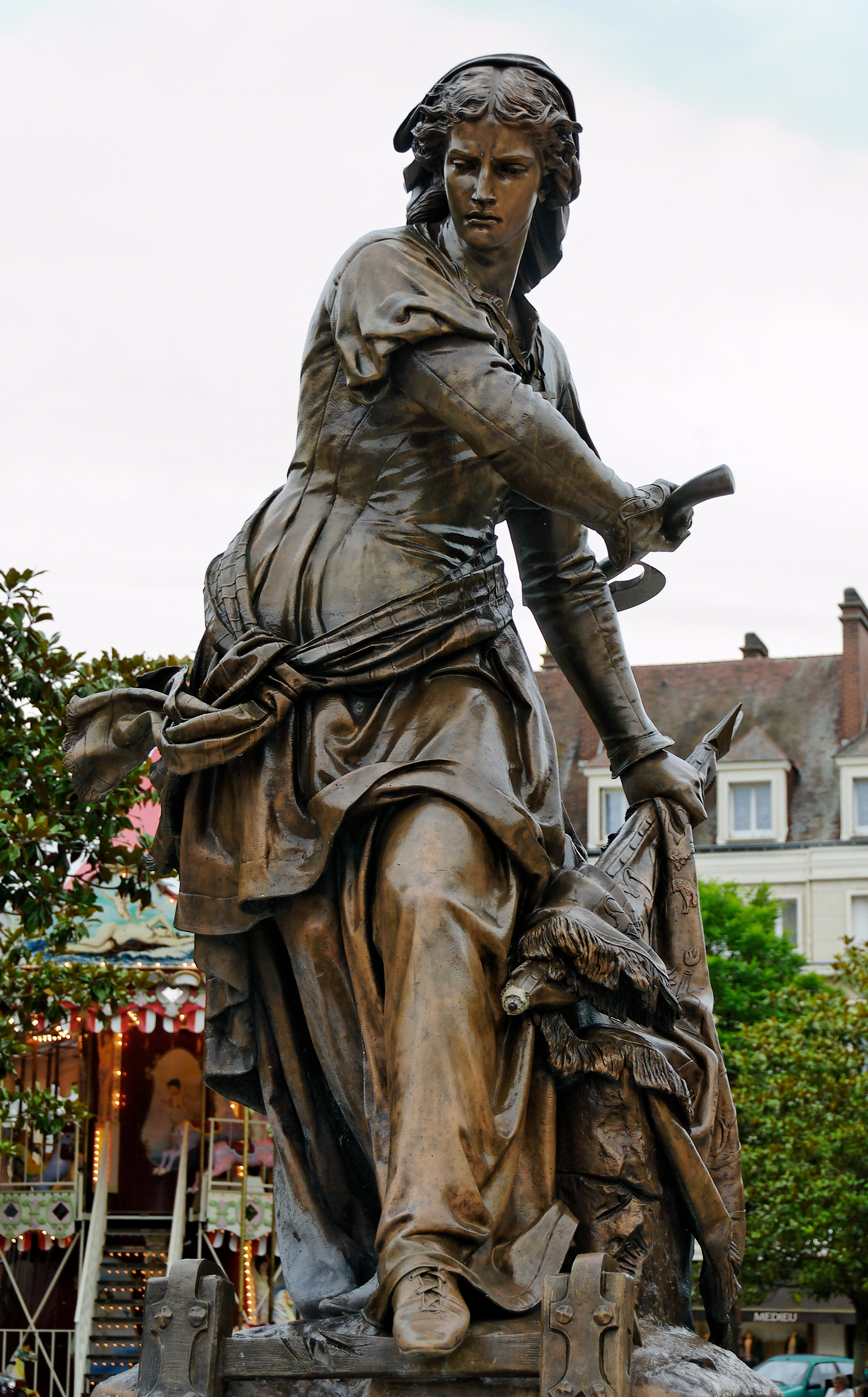
Bronzestatue der Jeanne Hachette in Beauvais von Gabriel-Vital Dubray (1813–1892)

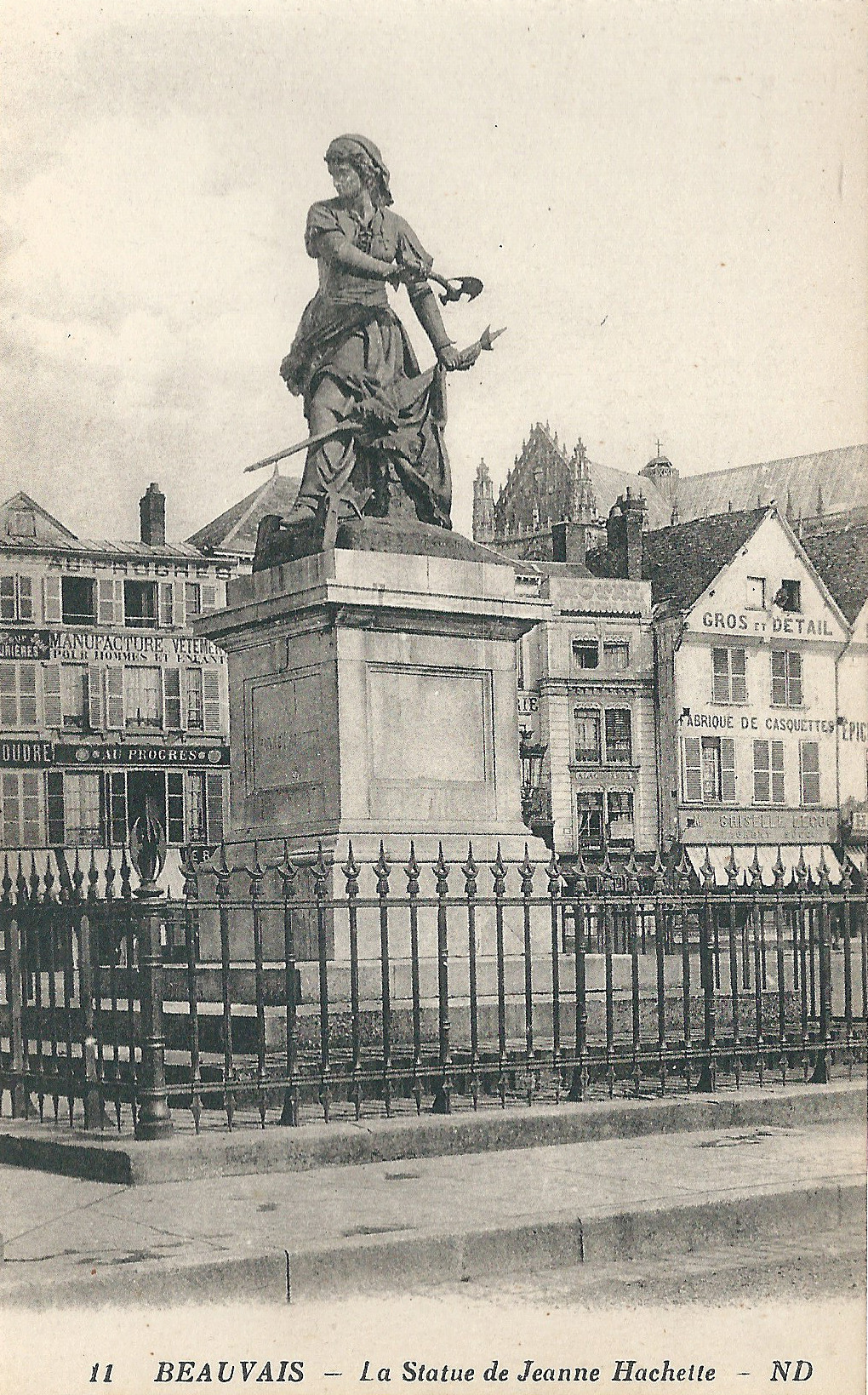
Abbildung der Statue aus dem Jahr 1914.

Jeanne Laisné, anderer Name Jeanne Fourquet (geboren 1454 oder 1456;
Sterbedatum unbekannt) war eine Französin, die unter dem Nom de guerre Jeanne Hachette (kleine Axt) für die Rettung der Stadt Beauvais vor einem feindlichen Angriff im Jahre 1472 bekannt ist.

## Zur Historizität
Die Historizität von Jeanne Hachette wurde lange Zeit angezweifelt. Vielfach wurde angenommen, es handele sich bei ihr um eine lokale Erfindung, die Jeanne d’Arc nachempfunden sei. Erst im 19. Jahrhundert wurde eine Verordnung Ludwigs XI. wiederentdeckt und veröffentlicht, was gründlichere Recherchen zu ihrer Person anstieß. Laizistische Kreise erhoben Jeanne Hachette zu Beginn des 20. Jahrhunderts zu einer alternativen, säkularen Nationalheldin; als Reaktion auf die Heiligsprechung Jeanne d’Arcs, was als katholische Vereinnahmung angesehen wurde, suchten diese Kreise nach einer anderen Symbolfigur. Umgekehrt führte diese Polarisierung zu erneuten Zweifeln an Wahrheitsgehalt und tatsächlicher Bedeutung der Überlieferung rund um Jeanne Hachette. Uneinigkeit gibt es insbesondere zu den zwei Nachnamen, die mit ihrer Person verknüpft wurden. Zur Konfusion trägt auch die lokale Besonderheit bei, dass Töchter den Nachnamen ihrer Mutter auch nach der Heirat behalten bzw. nach dem Tode des Mannes erneut annehmen konnten. Entsprechend werden mehrere Rekonstruktionen des Lebenslaufs von Jeanne Hachettes aufgestellt.

## Lebenslauf
Jeanne Laisné gilt, entsprechend der ältesten überlieferten Dokumente, als die Tochter des Handwerkers Mathieu Laisné. Ihr bürgerlicher Stand wird auch deshalb angenommen, weil ihr Todesdatum nicht überliefert ist. Andere Quellen nennen dagegen einen Jean Fourquet als ihren leiblichen Vater. Dieser soll 1465 als Offizier im Dienste von König Ludwig XI. in der Schlacht bei Montlhéry gefallen sein, worauf Jeanne im Alter von etwa 10 Jahren von einer Dame namens Laisné adoptiert und in ihrem Haushalt aufgezogen wurde. Nach einer weiteren Version soll sie nach dem Tod des Vaters bei ihrer leiblichen Mutter geblieben sein, und nach der örtlichen Tradition deren Geburtsnamen Laisné angenommen haben.
Wenig bestritten ist die Heldentat Hachettes an sich: Am 27. Juni 1472 stand das in der nordfranzösischen Provinz Picardie gelegene Beauvais vor der Eroberung durch die Truppen des Herzogs von Burgund, Karl dem Kühnen. Verteidigt wurde Beauvais nur von 300 Bewaffneten unter dem Kommando von Louis de Balagny. Die Burgunder fielen ein, und als einer von ihnen die Fahne auf der Festungsmauer errichtete, stürzte sich Jeanne mit einer Axt auf ihn, schleuderte ihn in den Graben hinab und riss die Fahne herunter. Der genaue Hergang von Jeanne Hachettes Heldentat, darunter die Anrufung der heiligen Angadrisma und die Mobilisierung aller Frauen, die Verteidiger auf den Wällen zu unterstützen, sind wohl dramatische Ausschmückung. Heers und Bordonove gehen davon aus, dass ohnehin die ganze Bevölkerung an der Verteidigung ihrer Stadt Anteil hatte. Jeannes Aktion ließ aber den nachlassenden Mut der Verteidiger wieder aufleben, sodass der Angriff erfolgreich zurückgeschlagen werden konnte.
König Ludwig XI. gestattete Jeanne Hachette nach ihrer Heldentat die Hochzeit mit ihrem Geliebten Colin Pilon, stattete sie auch mit einer Mitgift aus und erließ ihrem Haushalt gemäß einem Erlass vom 22. Februar 1474 alle gegenwärtigen und künftigen Steuern. Ein Festzug in Beauvais wurde für Jeanne Hachette veranstaltet, eine Feier die unter dem Namen Fête Jeanne Hachette seither als jährliches Ereignis am letzten Juniwochenende stattfindet und bei deren Paradezug die Frauen der Stadt vor den Männern laufen dürfen.
Jeannes Hachettes Ehemann fiel zweieinhalb Jahre nach der Heirat in der Schlacht bei Nancy, bei der auch Karl der Kühne sein Ende fand. Ihr weiteres Leben ist wieder unsicher: Nach dem Tode Colin Pilons im Jahre 1477 soll sie einen Hauptmann (Capitain) Jean Fourquet geheiratet haben; diese Version wird nur von jenen vertreten, die Jean Fourquet nicht als ihren Vater ansehen. Zu ihrem Lebensende gibt es keine weiteren Hinweise.
Weitere Autoren sehen den Hinweis auf einen Jean Fourquet im Lebenslauf Hachettes gar als eine spätere Fabrikation, die im 18. Jahrhundert stattfand: Karl X. gewährte einem Pierre Fourquet d’Hachette unter Verweis auf dessen Urahnin eine Leibrente von 1500 Francs.

## Andenken
Seit dem 18. Jahrhundert wurde die Heldentat Hachettes verschiedentlich künstlerisch aufgegriffen, unter anderem durch De Sade und Anicet-Bourgeois. Eine Bronzestatue Hachettes wurde in Beauvais am 6. Juli 1854 enthüllt.
Die Straße ihres mutmaßlichen Geburtshauses in Beauvais wurde in Rue Jeanne Hachette umbenannt. Auch in Lyon und mehrfach im Südwesten des Großraums Paris wurden Straßen nach ihr benannt, nämlich im 15. Arrondissement sowie in den Vororten Clamart und Châtillon. In Châtillon kreuzt sich die Rue Jeanne Hachette mit der Rue Jeanne d’Arc.